# Méthode hypercritique
« Hypercritique » redirige ici. Ne pas confondre avec Supercritique.
La méthode hypercritique est une méthode d'argumentation consistant en la critique systématique ou excessivement minutieuse des moindres détails d'une affirmation ou de ses sources. Elle se distingue de la pensée critique, qui est une utilisation de la raison ayant pour finalité d'affiner et de préciser les affirmations sans chercher par principe à les discréditer.
Le champ d'application est vaste, mais les domaines polémiques comme les technologies et les idéologies en débat, l'intégrisme, le créationnisme, les nationalismes, les crimes historiques ou le négationnisme sont particulièrement investis par les utilisateurs de la méthode hypercritique. Par exemple, Pierre-André Taguieff, analysant le complotisme contemporain, relève la « tentation du relativisme radical, impliquant le règne du doute sans limites ».

## Principe
Cette méthode revient généralement à une analyse suspicieuse et à charge de détails parfois insignifiants ou connexes à un sujet, ou de menues erreurs de citation, de date ou cartographiques, afin de disqualifier en bloc une thèse en la passant au crible, ou en faisant subir ce sort à ses sources, afin de repousser une théorie adverse, alors même que les preuves amenées par celle-ci ne sont, elles, pas négligeables :

« L’hypercritique, c’est l’excès de critique qui aboutit, aussi bien que l’ignorance la plus grossière, à des méprises. C’est l’application des procédés de la critique à des cas qui n’en sont pas justiciables. L’hypercritique est à la critique ce que la finasserie est à la finesse. Certaines gens flairent des rébus partout, même là où il n’y en a pas. Ils subtilisent sur des textes clairs au point de les rendre douteux, sous prétexte de les purger d’altérations imaginaires. Ils distinguent des traces de truquage dans des documents authentiques. État d’esprit singulier ! à force de se méfier de l’instinct de crédulité, on se prend à tout soupçonner. »

— Charles-Victor Langlois, Charles Seignobos, Introduction aux études historiques, Paris, 1898, p. 107.
La méthode hypercritique est difficile à contrer, dans la mesure où elle lance un grand nombre d'affirmations péremptoires et parfois rapides à formuler, qui demandent du travail afin d'être vérifiées[source insuffisante]. La vanité de ces réfutations a été relevée à propos de la démarche négationniste qui en fait un large usage. L'historien et chrétien Henri-Irénée Marrou identifie la démarche hypercritique en histoire à celle qu'un théologien qualifierait d'« obstination dans l'incrédulité » en religion, et il rejoint Raymond Aron dans la conclusion selon laquelle « nous touchons au fond : la vérité historique n'est valable que pour ceux qui veulent cette vérité. »
Michel Wieviorka souligne enfin le rôle des médias contemporains et de leur attente d'expertise dans certains succès de l'hypercritique en sciences humaines et sociales, celle-ci favorisant le spectaculaire et le provocateur.

## Hypercritique historique
En histoire, la notion de méthode hypercritique renvoie essentiellement, à partir du XXe siècle, à celle d'une dérive de la critique des sources. Cependant, des Lumières à la fin du XIXe siècle, elle a eu ses lettres de noblesse, en particulier par l'opposition des courants hypercritique et fidéiste (ou historiciste), face à la question des sources tardives ou légendaires de l'origine de Rome : le courant hypercritique, représenté notamment par Louis de Beaufort, puis Barthold Georg Niebuhr, Theodor Mommsen ou Ettore Pais, a dominé la question jusqu'à ce qu'au XXe siècle les découvertes archéologiques viennent confirmer une partie des données légendaires. Par la suite, le risque hypercritique a pu être opposé à celui, inverse, de l'hypocritique.
Henri-Irénée Marrou cite comme exemple de cas limite de l'hypercritique celui du père Hardouin, érudit entreprenant qui, au XVIIe siècle, avançait que les classiques de l'Antiquité avaient dû être inventés par des moines du Moyen Âge car, disait-il, nous ne possédons aucun manuscrit antérieur à cette époque. Dans le même ordre d'idées, la nouvelle chronologie d'Anatoli Fomenko prétend au XXIe siècle réviser totalement l'histoire mondiale et faire de l'histoire de l'Antiquité une supercherie.
La  thèse mythiste sur la non-historicité de Jésus de Nazareth est également régulièrement citée par des historiens comme Paul Veyne comme étant un exemple de négationnisme et de méthode hypercritique.
L'hypercritique est particulièrement utilisée dans les diverses formes de négationnisme, qui prennent, par exemple, en le dénaturant, Jean Norton Cru et son Témoins comme modèle. En effet, elle permet, face au consensus des historiens et, en particulier, sur la validité du témoignage, de proposer le syllogisme suivant :
1. Tels détails ne sont pas clairs ou sont contradictoires ;
2. Donc toute l'explication est fausse ;
3. Donc les preuves avancées pour cette explication en sont en fait des réfutations.

Pierre-André Taguieff voit d'une manière générale dans la littérature complotiste contemporaine une « mise en pratique imprévue et bien-sûr paradoxale [de l'hypercritique], en ce que la (re)mystification y implique la démystification ». Jean-Bruno Renard fait quant à lui de l'hypercritique, avec la révélation d’une autre réalité et la dénonciation du complot, l'une des trois composantes des « rumeurs négatrices » telles que celles de la survie de Louis XVII, des faux atterrissages sur la Lune ou celles issues de L'Effroyable Imposture de Thierry Meyssan. Ce prolongement de l'hypercritique dans la théorie du complot est également souligné plus spécifiquement à propos du courant négationniste issu de Paul Rassinier.

### Parodies
L'usage de la méthode hypercritique a suscité en France diverses parodies depuis le XIXe siècle, notamment dans l'ouvrage de Jean-Baptiste Pérès, Comme quoi Napoléon n'a jamais existé, écrit en réponse aux excès hypercritiques de Charles Dupuis et de son Origine de tous les Cultes, ou la Religion universelle, dans lequel celui-ci réduit toutes les figures religieuses à des représentations astronomiques symboliques. Pérès transforme parodiquement Napoléon en mythe solaire inventé par le peuple, en usant des mêmes méthodes.
Jacques Bergier, en réponse à des critiques rationalistes sur la réalité des affirmations contenues dans son ouvrage fondateur de l'ésotérisme contemporain, coécrit avec Louis Pauwels Le Matin des magiciens, a réagi en 1965 par un texte humoristique reprenant le même type d'arguments dans un texte nommé « La girafe n'existe pas ».
Des parodies plus récentes s'appliquent également aux auteurs négationnistes.